# 喬區
喬區（西班牙語：Distrito de Chao），是秘魯的一個區，位於該國西北部拉利伯塔德大區的比魯省，始建於1995年1月4日，面積1,736.87平方公里，海拔高度130米，2005年人口19,220，人口密度每平方公里11人。